# Lista de prefeitos de São Carlos (São Paulo)

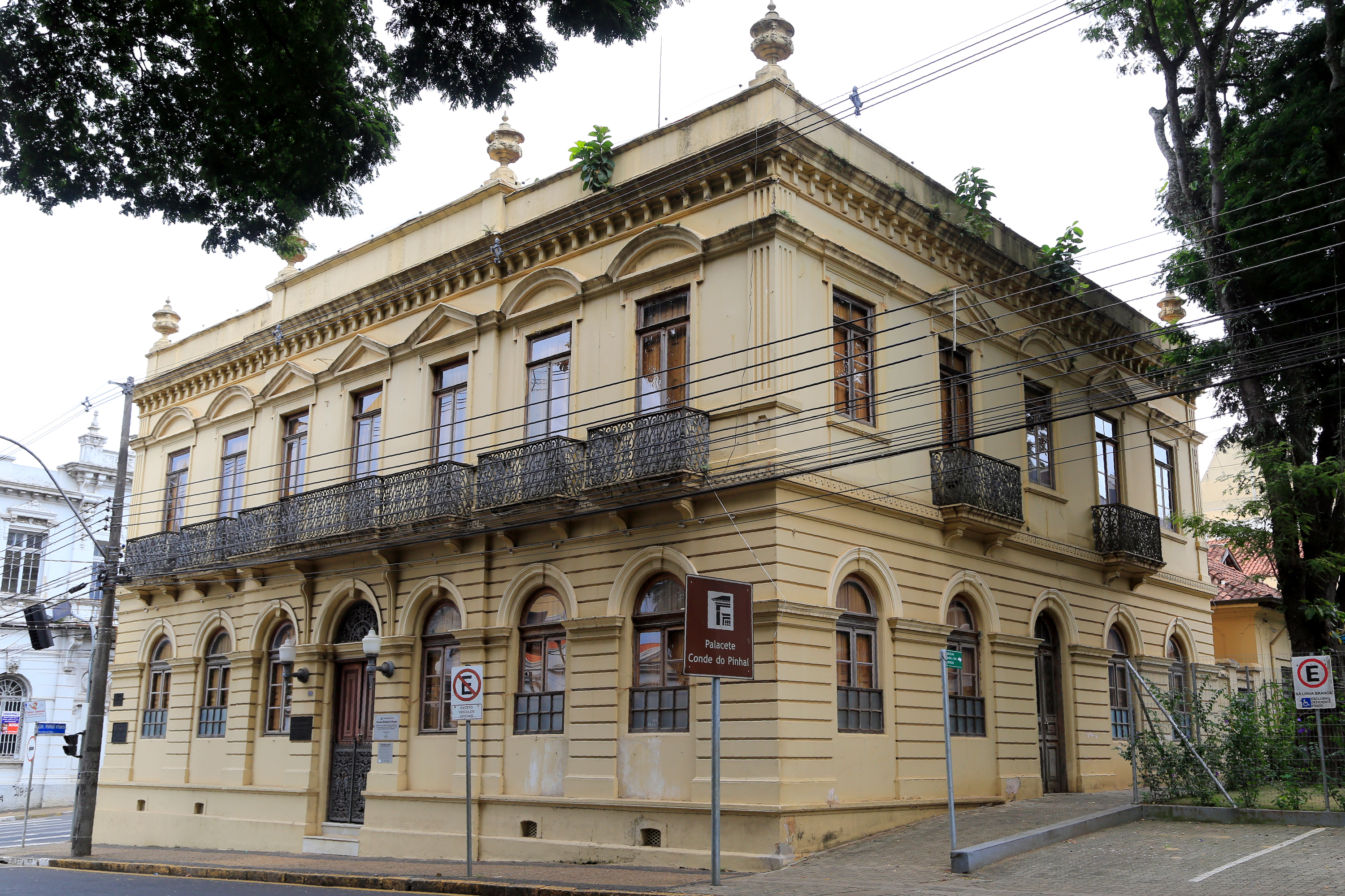
Palacete Conde do Pinhal, antiga sede da prefeitura (década de 1920 a 2008).

Esta é uma lista de intendentes, interventores e prefeitos do município de São Carlos. De 1892 a 1908, o chefe do poder executivo municipal chamava-se "intendente" e a prefeitura, "intendência". Somente a partir de 1930 é que surgiram as prefeituras como hoje a conhecemos.
O cargo de prefeito foi criado em 11 de abril de 1835, pela assembleia provincial paulista, em reação aos amplos poderes conferidos pelo Código de Processo Criminal de 1832 às câmaras municipais. Seguiram o exemplo paulista seis províncias do nordeste brasileiro (Alagoas, Ceará, Maranhão, Paraíba, Pernambuco e Sergipe).
Sob a vigente ordem constitucional, essa designação é dada ao funcionário público do Poder Executivo municipal, que exerce seu cargo em função de uma legislatura (mandato), sendo para tanto eleito a cada quatro anos, podendo ser reeleito por mais 4 anos (segundo mandato).
Funções
O poder executivo municipal chefia a administração e comanda os serviços públicos, tendo como comandante o prefeito.
A partir da constituição brasileira de 1934, o cargo de prefeito passou a ser o único, em todo o Brasil, ao qual estão atribuídas as funções de chefe do poder executivo do governo local, em simetria aos chefes dos executivos da União e do estado, portanto, em forma monocrática. Este texto quer dizer que deverá haver harmonia e integração de ação entre as esferas envolvidas sem a intervenção de uma na outra, exceto nos casos previstos na Constituição Federal.
Eleições
O prefeito é eleito por sufrágio universal, secreto, direto, em pleito simultâneo em todo o País, realizado a cada quatro anos, no primeiro domingo de outubro.
E trinta dias após tem lugar o segundo turno, se o eleito em primeiro lugar não atingir 50% dos votos válidos mais um voto, no caso de municípios com mais de duzentos mil eleitores.
Conforme a legislação eleitoral atual no Brasil para tornar-se elegível, exige-se uma série de requisitos;
- Possuir nacionalidade brasileira ou portuguesa (neste caso, o cidadão português deve se encontrar amparado pelo Estatuto de Igualdade entre Portugueses e Brasileiros),
- Título de eleitor em dia e estar em gozo pleno do exercício dos direitos políticos,
- Domicilio eleitoral na circunscrição na qual o candidato se apresenta,
- Filiação partidária,
- Ser alfabetizado (tópico invalidado pela atual constituição brasileira de 1988),
- Desincompatibilização de cargo público — Se ocupa um cargo público deve sair seis meses antes das eleições e voltar caso possa só após seis meses ao pleito eleitoral,
- Renúncia de outro mandado até seis meses antes do pleito e não ser parente afim ou consangüíneo, até segundo grau, ou cônjuge de titular de cargo eletivo; pode, entretanto, ser candidato à reeleição (artigo 14 da Constituição),
- Ter idade mínima de 21 anos.

## Brasil Império: Presidentes da Câmara Municipal (1865 a 1890)
No final do Brasil Império, as funções executivas eram atribuídas ao presidente da Câmara Municipal. Em São Carlos, no período, eram lideranças políticas o Conde do Pinhal, chefe do Partido Liberal (chamados "farrapos"); e o Visconde da Cunha Bueno, líder do Partido Conservador na cidade (os "cascudos"). Ambos os partidos eram monarquistas.
Já os irmãos do Conde, Paulino Carlos e Bento Carlos, eram republicanos. O diretório do Partido Republicano Paulista de São Carlos foi fundado por Paulino Carlos, em 1878.
| Nº | Nome                                   | Partido             | Início do mandato | Fim do mandato          | Observações             |
| 1  | Major Joaquim Roberto Rodrigues Freire |                     | 15/09/1865        | 06/09/1869              | Nomeado pela Câmara     |
| 2  | Tenente Joaquim de Meira Botelho       |                     | 08/01/1869        | 31/03/1874              | Nomeado pela Câmara     |
| 3  | José Elias de Quadros Pacheco          | Partido Conservador | 01/04/1874        | 07/01/1877              | Nomeado pela Câmara     |
| 4  | Luiz Carlos de Arruda Mendes           |                     | 08/01/1877        | 06/01/1881              | Nomeado pela Câmara     |
| 5  | Rodolfo Gastão de Sá                   |                     | 07/01/1881        | 06/01/1887              | Nomeado pela Câmara     |
| 6  | Joaquim de Arruda Campos               |                     | 07/01/1887        | 06/01/1888              | Nomeado pela Câmara     |
| 7  | Major Joaquim Roberto Rodrigues Freire |                     | 07/01/1888        | 06/01/1889              | Nomeado pela Câmara     |
| 8  | Vicente Cabral                         |                     | 07/01/1889        | 06/01/1890 [18/01/1890] | Nomeado pela Câmara [?] |

## República Velha

### Presidentes do Conselho de Intendência (1890 a 1892)
Com a proclamação da República, o governo do Estado passou a nomear Conselhos de Intendência. Na política local, entretanto, pouco mudou, revezando-se, até 1930, as facções de aliados da família Arruda Botelho (os "botelhistas", ou "bicheiros"), então liderados por Paulino Carlos; e os aliados da família Salles & Camargo Penteado ("salistas", ou "faustinos").
Os salistas tinham como representante o coronel José Augusto de Oliveira Salles, casado com Maria da Anunciação Camargo Penteado, e primo de Campos Salles. Dentre as lideranças políticas da família, esteve, inicialmente, o Major José Inácio de Camargo Penteado (parente de Maria) e, depois, Elias de Camargo Salles (filho do Coronel Salles).
Durante o Império, tanto botelhistas quanto salistas eram integrantes do Partido Liberal, embora o Major José Ignácio fosse do Partido Conservador. Por volta de 1890, com a extinção dos partidos do Império, ambas as correntes passaram para o Partido Republicano Paulista (PRP). As facções dos botelhistas e salistas se referenciavam como, respectivamente, PR Conservador, e PR Governista – e, após 1923, como PR Municipal e PR de São Carlos.
No início da República, houve dominância da família Botelho na política local.
| Nº | Nome                                       | Partido       | Início do mandato      | Fim do mandato         | Observações                                         |
| 1  | Rodolfo Gastão Fernandes Sá [Gastão de Sá] | "botelhistas" | 18 de janeiro de 1890  | 29 de março de 1891    | Nomeado pelo governador estadual Prudente de Moraes |
| 2  | Bento Carlos de Arruda Botelho             | "botelhistas" | 30 de março de 1891    | 21 de dezembro de 1891 | Nomeado pelo governador estadual                    |
| 3  | Antonio Diniz                              |               | 22 de dezembro de 1891 | 6 de maio de 1892      | Nomeado pelo governador estadual                    |
| 4  | Eugênio Andrade Egas                       | "botelhistas" | 7 de maio de 1892      | 7 de junho de 1892     | Nomeado pelo governador estadual                    |

### Intendentes Municipais (1892 a 1908)
Neste período, a legislação estadual estabeleceu uma divisão na esfera municipal entre o poder legislativo (Câmara) e o executivo (intendente). No entanto, na prática, a divisão não era tão expressiva, pois o intendente era escolhido entre e pelos vereadores, e muitas vezes a função do intendente era limitada ou mesmo acumulada pelos presidentes da Câmara.
Em 1896, com a eleição de Campos Salles ao governo do Estado, mais tarde presidente, e com a morte do Conde em 1901, ganharam força os "salistas".
| Nº | Nome                        | Partido       | Início do mandato      | Fim do mandato        | Observações                                                                 |
| 1  | Eugênio Andrade Egas        | "botelhistas" | 30 de setembro de 1892 | 6 de janeiro de 1894  | Nomeado pela Câmara (Presidente da Câmara: Joaquim José Gonçalves Braga)    |
| 2  | Eugênio Andrade Egas        | "botelhistas" | 7 de janeiro de 1894   | 7 de janeiro de 1896  | Nomeado pela Câmara (Presidente da Câmara: Augusto de Souza Franco)         |
| 3  | Major Julio de Salles       | "salistas"    | 7 de janeiro de 1896   | 7 de janeiro de 1898  | Nomeado pela Câmara (Presidente da Câmara: Ladeia de Faria)                 |
| 4  | Joaquim Augusto Gomide      |               | 7 de janeiro de 1898   | 6 de janeiro de 1902  | Nomeado pela Câmara (Presidente da Câmara: Marcolino Lopes Barreto)         |
| 5  | Rodolfo Gastão Fernandes Sá | "botelhistas" | 7 de janeiro de 1902   | 7 de janeiro de 1903  | Nomeado pela Câmara (Presidente da Câmara: Joaquim Augusto Gomide)          |
| 6  | Rodolfo Gastão Fernandes Sá | "botelhistas" | 8 de janeiro de 1903   | 8 de janeiro de 1905  | Nomeado pela Câmara (Presidente da Câmara: Joaquim Augusto Gomide)          |
| 7  | Victor Manuel de Souza Lima |               | 7 de janeiro de 1905   | 7 de janeiro de 1906  | Nomeado pela Câmara (Presidente da Câmara: Serafim Vieira de Almeida)       |
| 8  | Manoel Antônio de Mattos    | "botelhistas" | 8 de janeiro de 1906   | 14 de janeiro de 1908 | Nomeado pela Câmara (Presidente da Câmara: Afonso Botelho de Abreu Sampaio) |

### Primeiros Prefeitos (1908 a 1930)
Os sallistas dominaram as eleições municipais de 1910 a 1921. Foram interrompidos apenas pela eleição do botelhista Dr. Teixeira de Barros, mas logo recuperaram a hegemonia, até a revolução de 1930.
| Nº | Nome                                | Partido                   | Início do mandato      | Fim do mandato         | Observações                           |
| 1  | Rodolfo Gastão Fernandes Sá         | "botelhistas"             | 15 de janeiro de 1908  | 11 de janeiro de 1910  | Nomeado pela Câmara                   |
| 2  | José Rodrigues Sampaio              | "salistas"                | 11 de janeiro de 1910  | 15 de janeiro de 1914  | Nomeado pela Câmara                   |
| 3  | Delfino Martins de Camargo Penteado | "salistas"                | 15 de janeiro de 1914  | 15 de janeiro de 1917  | Nomeado pela Câmara                   |
| 4  | Elias Augusto de Camargo Sales      | "salistas"                | 15 de janeiro de 1917  | 15 de janeiro de 1920  | Nomeado pela Câmara                   |
| 5  | Eugênio Franco de Camargo           | "botelhistas"             | 15 de janeiro de 1920  | 15 de janeiro de 1922  | Nomeado pela Câmara                   |
| 6  | Elias Augusto de Camargo Sales      | "salistas"                | 15 de janeiro de 1922  | 15 de janeiro de 1923  | Nomeado pela Câmara                   |
| 7  | José Fonseca Teixeira de Barros     | "botelhistas", "salistas" | 15 de janeiro de 1923  | 15 de janeiro de 1925  | Nomeado pela Câmara                   |
| 8  | Joaquim Evangelista de Toledo       | "botelhistas"             | 15 de janeiro de 1925  | 14 de janeiro de 1928  | Nomeado pela Câmara                   |
| 9  | Alencar da Cruz Leite               |                           | 16 de janeiro de 1928  | 3 de fevereiro de 1928 | Nomeado pela Câmara (eleição anulada) |
| 10 | Paulino Botelho de Abreu Sampaio    | "botelhistas"             | 4 de fevereiro de 1928 | 27 de outubro de 1930  | Nomeado pela Câmara                   |

## Prefeitos no início da Era Vargas
Durante o Governo Provisório (1930–1934) e o Governo Constitucional (1934–1937), da Era Vargas, os prefeitos foram nomeados pelo Interventor Federal, nome dado no período ao Governador do Estado.
| Nº | Nome                            | Partido       | Início do mandato      | Fim do mandato          | Observações |
| 1  | Ananias Evangelista de Toledo   | PD            | 6 de dezembro de 1930  | 12 de abril de 1932     | Era presidente da Câmara, foi nomeado chefe da Junta Governativa do município (de 27/10/1930 a 06/12/1930) pelo governo provisório estadual; posteriormente, foi nomeado Prefeito |
| 2  | Antonio Militão de Lima         | "botelhistas" | 13 de abril de 1931    | 15 de novembro de 1932  | Nomeado pelo governo central (estadual ou federal) |
| 3  | José Maria de Souza             | PSB           | 16 de novembro de 1932 | 30 de abril de 1933     | Nomeado pelo governo central (estadual ou federal); pós- Revolução de 1932 |
| 4  | Carlos Simplício R. da Cunha    | PSB           | 1º de março de 1933    | 16 de agosto de 1933    | Nomeado pelo governo central (estadual ou federal) |
| 5  | Durval Accioli                  |               | 17 de agosto de 1933   | 9 de março de 1934      | Nomeado pelo governo central (estadual ou federal) |
| 6  | Samuel Valentie de Oliveira     |               | 10 de março de 1934    | 9 de abril de 1935      | Nomeado pelo governo central (estadual ou federal) |
| 7  | Sizenando de Toledo Porto       |               | 10 de abril de 1935    | 27 de julho de 1935     | Nomeado pelo governo central (estadual ou federal) |
| 8  | Ananias Evangelista de Toledo   | PD            | 28 de julho de 1935    | 12 de fevereiro de 1936 | Nomeado pelo governo central (estadual ou federal) |
| 9  | João Sabino                     |               | 5 de março de 1936     | 23 de julho de 1936     | Nomeado pelo governo central (estadual ou federal) |
| 10 | Elias Augusto de Camargo Sales  | "salistas"    | 27 de julho de 1936    | 22 de outubro de 1937   | Nomeado pelo governo central (estadual ou federal); foi assassinado durante o mandato                                                                                             |
| 11 | José Fonseca Teixeira de Barros |               | 23 de outubro de 1937  | 18 de maio de 1938      | Nomeado pelo governo central (estadual ou federal) |

## Prefeitos no Estado Novo
| Nº | Nome                                                              | Partido       | Início do mandato      | Fim do mandato         | Observações                                      |
| 1  | Carlos de Camargo Salles                                          | "salistas"    | 21 de maio de 1938     | 24 de julho de 1941    | Nomeado pelo Interventor Federal                 |
| 2  | Sabino Botelho de Abreu Sampaio Camargo [Sabino de Abreu Camargo] | "botelhistas" | 20 de agosto de 1941   | 21 de novembro de 1945 | Nomeado pelo Interventor Federal                 |
| 3  | Celso Penteado                                                    |               | 24 de novembro de 1945 | 13 de dezembro de 1945 | Interino                                         |
| 4  | Sabino de Abreu Camargo                                           | "botelhistas" | 14 de dezembro de 1945 | 10 de janeiro de 1947  | (Retornou de licença)                            |
| 5  | João Neves Carneiro                                               |               | 10 de janeiro de 1947  | 1º de julho de 1947    | Interino                                         |
| 6  | Luís Botelho de Abreu Sampaio                                     |               | 2 de julho de 1947     | 31 de dezembro de 1947 | Nomeado pelo governador eleito Adhemar de Barros |

## Prefeitos na República Populista
| Nº | Nome                          | Partido         | Início do mandato       | Fim do mandato          | Observações                                                                 |
| 1  | Luís Augusto de Oliveira      | PSD-PRP         | 1º de janeiro de 1948   | 20 de fevereiro de 1951 | Eleito                                                                      |
| —  | Leôncio Zambel                |                 | 20 de fevereiro de 1951 | 30 de outubro de 1951   | Interino                                                                    |
| —  | José Paulo Spallini           |                 | 30 de outubro de 1951   | 8 de novembro de 1951   | Interino (Presidente da Câmara)                                             |
| 2  | Antonio Massei                | PTB             | 1º de janeiro de 1952   | 1º de janeiro de 1956   | Eleito                                                                      |
| 3  | Luís Augusto de Oliveira      | PSP-PTB-PTN-PSD | 1º de janeiro de 1956   | 1º de julho de 1956     | Eleito (afastado para tratamento de saúde)                                  |
| —  | Francisco Xavier Amaral Filho |                 | 1º de julho de 1956     | 7 de julho de 1956      | Interino (Presidente da Câmara)                                             |
| —  | Alderico Vieira Perdigão      |                 | 7 de julho de 1956      | 31 de dezembro de 1959  | Vice-prefeito eleito (assumiu pelo falecimento de Luís Augusto de Oliveira) |
| 4  | Antonio Adolpho Lobbe         | PDC-PRP-PSD-UDN | 1º de janeiro de 1960   | 31 de dezembro de 1963  | Eleito                                                                      |

## Prefeitos no Regime Militar
No período, o partidos foram extintos, instituindo-se o bipartidarismo, com a ARENA (partido oficial dos militares) e o MDB (oposição consentida). Foram suprimidas também as eleições diretas para presidente da República, governadores de estado, prefeituras de capitais e de alguns municípios considerados estratégicos, excluindo-se São Carlos.
| Nº | Nome                     | Partido   | Vice-prefeito        | Início do mandato       | Fim do mandato          | Observações                                                                                                |
| 5  | Antonio Massei           | PTN-PR    | Carmine Botta        | 1º de janeiro de 1964   | 31 de janeiro de 1969   | Prefeito e vice eleitos                                                                                    |
| 6  | José Bento Carlos Amaral | ARENA     |                      | 1º de fevereiro de 1969 | 23 de abril de 1970     | Eleito (foi cassado pelo governo militar)                                                                  |
| —  | Antônio Teixeira Viana   |           | —                    | 24 de abril de 1970     | 30 de abril de 1973     | Interventor Federal nomeado pelo presidente da república                                                   |
| 7  | Mário Maffei             | ARENA     | Hugo Collin Ferreira | 1º de fevereiro de 1973 | 31 de janeiro de 1977   | Prefeito e vice eleitos                                                                                    |
| 8  | Antonio Massei           | ARENA     | Rubens Massucio      | 1º de fevereiro de 1977 | 15 de abril de 1977     | Prefeito e vice eleitos (mandato prorrogado)                                                               |
| —  | Rubens Massucio          | ARENA     | —                    | 16 de abril de 1977     | 15 de março de 1978     | Vice-prefeito eleito (assumiu por motivo de licença de saúde do prefeito)                                  |
| 8  | Antonio Massei           | ARENA/PDS | Rubens Massucio      | 16 de março de 1978     | 30 de janeiro de 1981   | Prefeito e vice eleitos                                                                                    |
| 8  | Antonio Massei           | ARENA/PDS | Rubens Massucio      | 31 de janeiro de 1981   | 28 de fevereiro de 1983 | Prefeito e vice eleitos (mandato prorrogado até 31/01/1983 pela Emenda Constitucional n° 14 de 09/11/1980) |

## Prefeitos na Nova República
| Nº | Nome                                         | Partido    | Vice-prefeito                                                    | Início do mandato      | Fim do mandato         | Observações                                                                             |
| 9  | João Octávio Dagnone de Melo                 | PMDB       | Antonio Adolpho Lobbe Neto                                       | 1º de março de 1983    | 31 de outubro de 1987  | Prefeito e vice eleitos (mandato prorrogado até 31/12/1988)                             |
| —  | Vilberto Adolpho Cattani                     |            | —                                                                | 1º de novembro de 1987 | 1º de dezembro de 1987 | Interino (Presidente da Câmara)                                                         |
| 9  | João Octávio Dagnone de Melo                 | PMDB       | Antonio Adolpho Lobbe Neto                                       | 2 de dezembro de 1987  | 31 de dezembro de 1988 | Prefeito e vice eleitos (mandato prorrogado até 31/12/1988 "nova constituição" de 1988) |
| 10 | Neurivaldo José de Guzzi                     | PTB        | Ademir Martins de Oliveira                                       | 1º de janeiro de 1989  | 31 de dezembro de 1992 | Prefeito e vice eleitos                                                                 |
| 11 | Rubens Massucio                              | PTB        | Henriqueta Roiz Garcia Ferreira                                  | 1º de janeiro de 1993  | 31 de dezembro de 1996 | Prefeito e vice eleitos                                                                 |
| 12 | João Octávio Dagnone de Melo                 | PFL/PSD    | Airton Garcia Ferreira                                           | 1º de janeiro de 1997  | 31 de dezembro de 2000 | Prefeito e vice eleitos                                                                 |
| 13 | Newton Lima Neto                             | PT         | Rose Mendes (PT) Emerson Pires Leal (PMDB)                       | 1º de janeiro de 2001  | 31 de dezembro de 2004 | Prefeito e vice eleitos                                                                 |
| 14 | Newton Lima Neto                             | PT         | Rose Mendes (PT) Emerson Pires Leal (PMDB)                       | 1º de janeiro de 2005  | 31 de dezembro de 2008 | Prefeito e vice reeleitos                                                               |
| 15 | Oswaldo Baptista Duarte Filho, Oswaldo Barba | PT         | Emerson Pires Leal (PMDB)                                        | 1º de janeiro de 2009  | 31 de dezembro de 2012 | Prefeito e vice eleitos                                                                 |
| 16 | Paulo Roberto Altomani                       | PSDB       | Claudio Di Salvo (PSDB)/(DEM)                                    | 1º de janeiro de 2013  | 31 de dezembro de 2016 | Prefeito e vice eleitos                                                                 |
| 17 | Airton Garcia Ferreira                       | PSB/PSL/PP | Giuliano Hildebrand Cardinali (PSD) Edson Aparecido Ferraz (MDB) | 1° de janeiro de 2017  | 31 de dezembro de 2020 | Prefeito e vice eleitos                                                                 |
| 18 | Airton Garcia Ferreira                       | PSB/PSL/PP | Giuliano Hildebrand Cardinali (PSD) Edson Aparecido Ferraz (MDB) | 1º de janeiro de 2021  | 31 de dezembro de 2024 | Prefeito e vice reeleitos                                                               |
| 19 | Antonio Donato Netto, Netto Donato           | PP         | Roselei Aparecido Françoso (MDB)                                 | 1º de janeiro de 2025  | atual                  | Prefeito e vice eleitos                                                                 |

Legenda
| cor   | significado                                                                                           |
| verde | mandatários eleitos por votação direta                                                                |
| bege  | mandatários interinos, ou nomeados pela Câmara Municipal e pelo governo central (estadual ou federal) |